# خسرو دوم، شاهنشاه اشکانی
خسرو دوم (پارتی: 𐭇𐭅𐭎𐭓𐭅) از مدعیان تخت شاهی در دوره شاهنشاهی اشکانی و حوالی سال ۱۹۰ میلادی بود. از او چیزی در تاریخ، غیر از سکه‌هایی که از او به‌دست آمده، ثبت نشده‌است. تاریخ شاهی او نشان می‌دهد که او علیه بلاش چهارم شورش کرده، اما نتوانسته از خود در برابر بلاش پنجم مقاومت کند. سکه‌های او در اکباتان ضرب شده‌اند، که می‌تواند نشان از این باشد که او بر سرزمین ماد فرمان می‌رانده‌است.
| خسرو دوم، شاهنشاه اشکانیشاهنشاهی اشکانی |                      |                 |
| پیشین: بلاش چهارم                       | شاهنشاهان اشکانی ۱۹۰ | پسین: بلاش پنجم |